# 呉元済
呉 元済（ご げんさい、783年 - 817年）は、唐代に淮西で反乱を起こした軍人。本貫は滄州清池県。

## 経歴
淮西節度使の呉少陽の長男として生まれた。はじめ協律郎として試用され、監察御史を兼ね、蔡州刺史をつとめた。元和9年（814年）9月、呉少陽が死去したが、元済は父の喪を発さず、偽って病と奏聞した。少陽の名で上表し、元済が軍務をつかさどるよう求めた。憲宗が医者を派遣して見舞わせると、少陽の病が快癒したと称して、会わせずに帰した。元済は淮西の判官の蘇兆を縊殺し、将の侯惟清を捕らえた。判官の楊元卿が長安で上奏し、宰相の李吉甫に淮西での出来事を言上した。元済は起兵して、舞陽を屠城し、葉県を焼き、魯山・襄城を攻略した。このため汝州・許州や陽翟の人々の多くは山谷荊棘の間に逃げ込み、その殺傷される者は千里の間に及んだ。
10月、陳州刺史の李光顔が忠武軍節度使となり、山南東道節度使の厳綬が申光蔡等州招撫使とされ、内常侍の崔潭峻が厳綬の監軍をつとめた。元和10年（815年）1月、厳綬の軍が淮西の西境に到達した。元済の官爵は剥奪され、宣武・武寧・淮南・宣歙などの兵が元済の反乱を討つことになった。
2月、元済は厳綬の兵を慈丘で襲撃して破った。厳綬は唐州に退いて守った。3月、元済は臨潁で李光顔の軍に敗れた。4月、また南頓で李光顔の軍に敗れた。元済は人を派遣して成徳の王承宗や淄青の李師道に救援を求めた。王承宗と李師道は元済の罪を赦すよう朝廷に上表したが、聞き入れられなかった。5月、王承宗と李師道は兵を発して河陰の倉を焼いた。元済は李光顔に洄曲で敗れた。6月、王承宗と李師道は人を長安に派遣して、宰相の武元衡と御史中丞の裴度を襲撃させた。武元衡は殺害され、裴度は重傷を負った。憲宗は激怒し、裴度を宰相とし、淮西の用兵の事をかれに委ねた。7月、李師道は嵩山の僧の円浄を派遣して山賊と結び、東都洛陽を焼こうとしたが、失敗した。8月、元済は李光顔を洄曲で破った。11月、元済は李光顔と烏重胤に小溵河で敗れた。
元和11年（816年）4月、元済は李光顔と烏重胤に凌雲柵で敗れた。6月、元済は唐鄧節度使の高霞寓を鉄城で破った。高霞寓は新興柵に退いて守った。7月、元済は淮右行営兵馬都統の韓弘に郾城で敗れた。元和12年（817年）1月、閑厩使の李愬が唐鄧節度使となり、元済の文城柵を抜き、柵将の丁士良や呉秀琳を捕らえ、さらに元済の部将の李祐を捕らえた。4月、元済は李愬に嵖岈山で敗れた。また李光顔に郾城を落とされた。5月、また李愬に張柴で敗れた。
6月、元済は降伏を願い出ようとしたが、仲間たちに止められて、抜け出せなくなっていた。8月、元済は賈店で烏重胤を破った。9月、呉房で李愬に敗れた。10月、李愬の軍に蔡州城を攻撃され、元済は家族とともに捕らえられた。11月、元済は長安に送られると、東西両市に引き回され、独柳で斬られた。享年は35。妻の沈氏は後宮に入れられた。弟2人と子3人は江陵に流されて殺害された。

## 伝記資料
- 『旧唐書』巻145 列伝第95
- 『新唐書』巻214 列伝第139